# Дискоидни еритемски лупус
Дискоидни еритемски лупус (ДЕЛ), дискоидни лупус, кожни лупус, је аутоимуна болест и једна од три главне врсте лупуса. Дискоидни еритемски лупус (ДЕЛ) чини око 10% случајева лупуса и обично је много мање озбиљнији (бенигнији) од системског еритемског лупуса јер се промене јављају само на кожи у виду осипа који се појављује на лицу, врату и кожи главе, и обично није праћен променама на унутрашњим органима. Болест код мање од 10% болесника са дискоидним еритемским лупусом (ДЕЛ), може прећи у системски облик, али нажалост за сада не постоји начин да се то предвиди или спречи напредовање болести.

## Узроци
Тачан узрок дискоидног еритемског лупуса (ДЕЛ) је непознат. Научници верују да је болест нека врстааутоимуних поремећаја као што су слични имуни поремећаји и друге аутоимуне болести (реуматоидни артритис и системски еритемски лупус (СЕЛ)). ДЕЛ вероватно има генетичку основу, јер се у око 10% случајева јавља код деце родитеља који болују од ДЕЛ, али генетички фактор није примаран већ представља подлогу за надоградњу дејства других утицаја;
- Дискоидни еритемски лупус (ДЕЛ) најчешће је последица дејства ултраљубичасте светлости, и зато су промене на кожи углавном локализоване на откривеним (сунцу изложеним) деловима тела (лице, врат поглавина, руке, шаке).
- Поред дужег излагања сунцу, развој лезија може бити изазван и траумом, излагањем хладноћи али и психичким стресом.[2]

## Клиничка слика
Дискоидни еритемски лупус (ДЕЛ) је добио име по свом главном симптому кожној оспи у облику диска. Оспом изазване лезије могу бити у пречнику око 5 до 10 mm са тамноцрвеним кругом око светлијерозе, крљуштима покривене кружне лезије. Дискоидане лизије су ређе болне а праћене су сврабом. Када ове лезије зарасту, кожа на том месту, често постаје тврда и покривен крљуштима (процес који се зове кератоза). Такође на тим местима може се након санације оспе, јавити ожиљак или промена пигментације.
Постоје и друге, мање уобичајени облици ДЕЛ, који су обично резултат компликација; као што су ДЕЛ лезије које се могу развити у посебно густ облик хиперкератозе у виду верука (брадавица-брадавичасти облик) или у форми хипертрофичних (задебљања) коже.
Постоји и слузокожни облик ДЕЛ код кога су лезије (улцерације или чиреви), присутне на слузокожи носа, очију или у устима.
На основу клиничке слике разликујемо два облика дискоидног еритемског лупуса;

### Локализовани облик
Овај облик дискоидног еритемског лупуса обично је локализован на кожи изнад врата и на глави (нос, образи, доња усна и ушне шкољке)

### Генерализовани облик
Генерализовани дискоидни еритемски лупус је нешто ређи облик, а промене су и ван уобичајених локализација (види локализовани облик). Дискоидни еритемски лупус, јавља се у разним степенима тежине, најчешће поред уобичајених локализација и на грудном кошу и горњим и доњим удовима.
Код око 10% болесника са дискоидни еритемским лупусом (ДЕЛ) може да да се развије много озбиљнији облик; асистемски еритемски лупус (СЕЛ).

## Дијагноза
Упркос карактеристичном осипу за дискоидни еритемски лупус (ДЕЛ), биопсија коже је обично неопходна за коначну дијагнозу. Током овог теста, мали комад лезије се уклања, и прегледава под микроскопом.
Како се ради о аутоимуној болести, обавезна је и примена имунолошких тестова у дијагностици. Најчешће су то тестови; испитивање нива АНЕ (антитела у вези са лупусом), стопа таложења, и нивоа комплемента. Често се ови тестови примењују и у диференцијалној дијагнози, ради елиминисања клиничке слике системског еритемског лупуса (СЕЛ)).
Потпуна дијагностика дискоидног еритемског лупуса (ДЕЛ) заснива се на примени слећих дијагностичких метода;
- Историји болести
- Комплетном физичком прегледу
- Основним лабораторијским анализама;

- Комплетна крвна слика (прекограничне)
- Седиментација еритроцита (ЕПР)
- Анализа мокраће

- Допунским лабораторијским анализама

- Антинуклеарни тест на антитела (АНА)
- Други тестови на антитела (анти-DNA, анти-Sm, анти-RNP, анти-Ro [SSA], анти-La [SSB])
- Тест на антикардиолипин антитела

- Биопсија коже
- Биопсија бубрега

## Лечење
Превенција
Најефикаснији третман за болеснике са дискоидним еритемским лупусом (ДЕЛ) је избегавање сунчеве светлости и других извора ултраљубичасте светлости (неке флуоресцентне и халогене сијалице емитују мале количине УВ). Ово се може постићи ношењем заштитне одеће, као и ограниченим излагањем сунцу и другим врстама светлости.
Медикаментозно лечење
Лезије (оспа) се лече антиинфламаторним кремама, алојом, и мастима. Важно је да лезије буду чисте како би се смањила могућност секундарне инфекције коже. Увек када је то могуће, ДЕЛ треба схватити само као козметички дефект па га треба лечити површним препаратима са којима је могуће постићи камуфлажу промена.
| Редовна контрола                  | - Праћење активности болесника - Контрола крвне слике, биохемизма крви и мокраће - Контрола крвног притиска                       |
| Заштита од ултравиолетног зрачења | - Примена заштитне креме са фактором 15                                                                                           |
| Контрола инфекције                | - Правовремено лечење антибиотицима - Профилактичка примена антибиотика пре стоматолошких и гинеколошких интервенција             |
| Контрола трудноће                 | - Трудноћа је високо ризична ако болест није у ремисији, ако је присутна упала бубрега, и ако се примењује цитотоксична терапија. |

## Живот са лупусом
10. мај - Светски дан лупуса.
Светски дан лупуса установљен је 2004., када је формиран међународни управни одбор (који заступа лупус организације из 13 различитих земаља), и који се састао у Итону у Уједињеном Краљевству да организује први »Светски дан лупуса«. Тада је послат позив на акцију свим владама широм света да повећају своју финансијску подршку за истраживања, и што бољи третман болесника оболелих од лупуса
Сви, напори да се идентификује узрок и лек за лупус координирају се на међународном нивоу. Многобројне клинике широм света, у којима се лечи лупус, међусобно сарађују у истраживању и клиничком испитивању потенцијалних нових терапија. Светски дан лупуса 10. мај устројен је како би се тога дана организовале бројне манифестације и форуми на нивоу глобалне заједнице у циљу размене искустава а болесницима дала подршка у лечењу и показало саосећање са њиховим здравственим проблемима.
У анкетама које је спровела Фондација за лупус (ЛФА) у САД, добијени су следећи подаци..."Већина болесника се изјашњава да се добро суочава са лупусом (78%), да од чланова породице имају разумевање и подршку (72%), од соталих људи и осталих чланова породице (84%) као и од пријатеља (72%). Њихови најтежи проблеми изазвани лупусом, са којима се суочавају и који захтевају подршку, других особа, према изјавама учесника анкете су; бол (65%), промене начина живота (61%), и емотивни проблеме у вези са лупусом 50%).

## Галерија
- Дискоидни еритемски лупус (класични облик)
- Лупус вулгарис (брадавичасти облик)
- Дискоидни еритемски лупус (промене на поглавини)
- Дискоидни еритемски лупус (улцерације у устима)